# 普洱河
普洱河又称普洱大河，位于中华人民共和国云南省西南部的一条河流，是威远江下游小黑江段左岸支流。源流也称东洱河，发源于普洱市宁洱哈尼族彝族自治县宁洱镇民主村东北分水岭西麓，向西南流经东洱河水库和宁洱县城，至同心镇同心村龙塘左纳盐井河后转西流，至德化镇龙树村以南左纳思茅河后成为宁洱县与普洱市思茅区之间的界河，继续向西右纳曼蚌河后进入思茅区北部地区，蜿蜒向西偏南流，最后于思茅区龙潭彝族傣族乡麻栗坪村干塘以西汇入威远江下游小黑江段。河长91.8千米，流域面积1894.3平方千米，落差1010米，河道平均比降11.0‰。